# Mnyamawamtuka
Mnyamawamtuka (ze svahilštiny - "zvíře z říčního koryta Mtuka") byl rod sauropodního dinosaura ze skupiny Titanosauria, který žil v období rané až pozdní křídy (asi před 125 až 94 miliony let) na území dnešní africké Tanzanie.

## Objev
Fosilie tohoto dlouhokrkého býložravého dinosaura byly objeveny v sedimentech geologického souvrství Galula. Formálně byl tento taxon popsán dvojicí paleontologů z Univerzity v Ohiu v roce 2019. Zajímavé jsou obratle dinosaura, které mají při pohledu zepředu srdcovitý tvar.

## Systematické zařazení
Fylogenetické analýzy řadí tento taxon do příbuzenstva druhů Malawisaurus dixeyi, Rukwatitan bisepultus a Shingopana songwensis.